# Frédéric Covili
Frédéric Covili, né le 14 novembre 1975 à Moûtiers, est un skieur alpin français actif de 1993 à 2010. Star des Championnats du monde junior de 1994 où il remporte deux titres en slalom et combiné ainsi qu'une médaille de bronze en super G, il est considéré comme un grand espoir du ski alpin français[Par qui ?]. Au cours de sa carrière, il remporte notamment une médaille de bronze aux Championnats du monde 2001 en slalom géant. Véritable spécialiste du slalom géant, Covili fait ses débuts en Coupe du monde lors de la saison 1996 et monte sur son premier podium lors de sa victoire au slalom géant de Sölden en octobre 2001. C'est en slalom géant qu'il monte sur ses huit podiums dont deux victoires ainsi que le petit globe de cristal de la discipline en 2002 (devenant le troisième français à gagner le classement de Coupe du Monde de slalom géant après Jean-Claude Killy en 1967 et 1968 suivi de Patrick Russel en 1971).

## Biographie

### Les débuts
Double champion du monde junior à Lake Placid en combiné et slalom lors de la saison 1994, Fréderic Covili commence sa carrière en Coupe du monde la saison suivante lors du slalom de Beaver Creek qu'il termine à la 9e place qui laisse envisager une progression rapide du jeune skieur de 20 ans vers le très haut niveau. La réalité sera toute autre car s'ensuit une série de contre-performances l'obligeant à retourner faire ses gammes en Coupe d'Europe. Relativement performant dans l'échelon inférieur, il n'arrive pas à franchir le cap en Coupe du monde ne marquant des points seulement à deux reprises dans la période entre 1996 à 1999 (22e du géant d'Adelboden en 1997 et 28e du géant de Yongpyong en 1998).

### La montée en puissance
Le véritable virage dans la carrière de Covili s'opère au printemps 1999, lorsque Jean-Pierre Mollié et le très réputé entraîneur italien Severino Bottero deviennent les nouveaux entraineurs des géantistes français.
En 1999-2000, les premiers effets des nouvelles méthodes d'entrainement se font sentir et le groupe France emmené par des skieurs comme Joël Chenal (futur vainqueur d'Alta Badia et 5e du classement du géant), Raphaël Burtin, Vincent Millet ou encore Christophe Saioni monte vite en puissance. Bien qu'en retrait par rapport au cités, Covili améliore néanmoins ses performances terminant quatre géants sur sept dans les points (27e à Tignes, 23e à Beaver Creek et 22e à Saalbach et Kranjska Gora).

### Médaille aux Championnats du monde 2001
En vue de la saison 2000-2001, Covili, alors âgé de 25 ans et rangé dans la catégorie des éternels espoirs du ski, décide de changer de matériel (pour Salomon) ainsi que de modifier son approche de la course. Cette saison de la dernière chance débute sur les mêmes bases que la précédente (19e à Sölden et 29e à Park City). C'est prés d'un mois plus tard que le véritable déclic de la carrière du français va se produire lors de deux géants organisés à Val d'Isère au terme desquels il terminera 5e (à seulement 15 centièmes de la 2e place) et 4e. S'enchainent trois autres géants qu'il finira dans les points (27e à Bormio et Adelboden et surtout 10e aux Arcs). Grâce à ses performances et une belle 9e place au classement du géant, le skieur des Menuires prend confiance et obtient haut la main sa sélection pour les Championnats du monde 2001 de Sankt Anton en géant. Excellent 6e de la première manche non loin du podium, Covili réalise l'exploit en remontant à la 3e place du podium derrière le Suisse Michael von Grünigen et le Norvégien Kjetil-André Aamodt et en devançant l'Autrichien Hermann Maier de seulement un centième de seconde. Il conclut sa saison par un abandon à Shigakogen et une belle 7e place lors du géant des finales à Åre lui permettant de finir 11e du classement final du géant.

### Vainqueur du petit globe du slalom géant
Extrêmement motivé en année olympique, le français aborde la saison 2001-2002 de façon remarquable en remportant sa première victoire en Coupe du monde lors du géant d'ouverture disputé dans le glacier de Sölden au cours duquel il devance Stefan Eberharter et Michael von Grünigen. Il confirme un mois plus tard en terminant second du géant de Val d'Isère devancé par le fougueux Américain Bode Miller mais surtout la semaine suivante en remportant sa deuxième victoire en Coupe du monde lors du géant d'Alta Badia organisé sur la mythique Gran Risa, géant dans lequel il résiste au retour de Michael von Grünigen et du surprenant Finlandais Sami Uotila et fait craquer le dernier partant jouissant pourtant d'une grosse avance Bode Miller. Un peu moins en vue lors des deux géants suivants disputés à Kranjska Gora dans lesquels il limite les dégâts (9e et 11e), il renoue avec le podium dans la Mecque du géant à Adelboden dans lequel il termine second loin derrière l'intouchable Suisse Didier Cuche. C'est en position de leader incontesté de la Coupe du monde de géant que Covili aborde les Jeux olympiques d'hiver de 2002 disputés à Salt Lake City. Le jour de la course Covili touché au moral par l'hospitalisation d'urgence la veille de son jeune frère souffrant de myopathie ne rentrera jamais dans sa course et terminera 15e à plus de deux secondes du vainqueur Autrichien Stefan Eberharter d'un géant olympique qui suscitait tant d'espoirs pour lui. Laissant cet échec derrière lui, Covili conclut sa superbe saison par une 5e place lors des finales d'Altenmarkt-Zauchensee lui permettant de remporter le globe de cristal du géant devant les Autrichiens Benjamin Raich et Stefan Eberharter, cela 31 ans après Patrick Russell le dernier français à l'avoir gagné.
Covili ouvre remarquablement la saison 2002-2003 sur la lancée de la précédente saison grâce à une seconde place lors du géant d'ouverture à Sölden devancé par le local Stefan Eberharter. S'ensuivent deux mois plutôt mitigés marqués par de belles places d'honneur (9e à Park City, 7e à Val d'Isère et 5e à Adelboden) mais aussi de gros échecs (abandon à Alta Badia et 21e à Kranjska Gora) qui lui font aborder avec un léger doute les Championnats du monde 2003 de Saint Moritz où il fait néanmoins office de favori en géant. Mais il y finit à la 11e place loin derrière le vainqueur Bode Miller. Il conclut sa saison par une seconde place sur le géant coréen de Yongpyong derrière Michael von Grünigen et une modeste 15e place lors des finales disputées à Lillehammer pour finir 4e du classement de la spécialité loin derrière Michael von Grünigen.

### Grave blessure
En 2003-2004, Covili, bien que perturbé par les départs des entraineurs lui ayant permis d'atteindre le sommet de sa discipline, réalise un excellent début de saison marqué par deux podiums (2e à Sölden accompagné de son compatriote Joël Chenal derrière Bode Miller et 3e à Alta Badia derrière Kalle Palander et Davide Simoncelli) ainsi qu'une 4e place à Park City lui permettant d'occuper la deuxième place du classement du géant à la veille du deuxième géant d'Alta Badia. Malheureusement après un excellent intermédiaire, Covili part en vissage sur une courbe plutôt facile et chute lourdement sur la piste de ses exploits antérieurs. Le bilan est lourd puisque sa saison s'arrête là avec une rupture du ligament croisé antérieur du genou gauche.

### Retour impossible et fin de carrière dans l'anonymat
Après une longue rééducation, Covili effectue son retour à la compétition pour la saison 2004-2005. Bien que qualifié régulièrement en seconde manche le début de saison s'avère des plus compliqués (19e à Sölden, 18e à Beaver Creek, 20e à Val d'Isère, 12e à Alta Badia et 22e à Flachau). La saison tourne à nouveau court pour Covili qui se blesse à nouveau la veille du géant des Championnats du monde 2005 de Bormio. Cette fois-ci c'est le ligament croisé du genou droit qui est touché.
Covili peine à retrouver ses marques pour la saison 2005-2006. Ses multiples opérations ont largement fragilisé ses ligaments et Covili ne possède plus les mêmes qualités d'explosivité et de réactivité. Il ne se qualifie quasiment plus en seconde manche (20e à Beaver Creek et 29e à Yongpyong). La saison tourne même au calvaire avec le décès tragique deux jours avant le géant d'Adelboden de son entraineur italien et très proche ami Severino Bottero qui l'avait aidé dans le passé à se reconstruire.
La saison 2006-2007 reste de la même veine que la précédente. Aucune qualification jusqu'à Kranjska Gora qui constitue une éclaircie pour le Français terminant 20e en dominant la seconde manche.
En 2007-2008, Covili réalise une saison contrastée entre résultats de qualité malgré des gros dossards et déceptions majeures. Une bonne fin de saison (13e à Alta Badia, 25e à Adelboden et 14e à Kranjska Gora) lui fait reprendre un léger espoir en vue d'une qualification la saison prochaine pour les Championnats du monde de ski alpin 2009 disputés à domicile sur la Face de Bellevarde de Val d'Isère.
Espoir qui sera vain pour le français qui en 2008-2009 n'accroche qu'une seule qualification en seconde manche en début de saison à Val d'Isère pour sortir très vite du second tracé. Non qualifié pour les championnats du monde, il met un terme à sa saison et rentre dans une longue période de réflexion quant à la suite à donner à sa carrière. Tout cela en étant bien conscient qu'à maintenant 34 ans, la fin de cycle est proche.
Malgré sa participation régulière aux stages et regroupements de l'équipe de France de géant à l'intersaison en vue de la saison 2009-2010, Frédéric Covili décide en accord avec les entraineurs de mettre un terme à sa carrière riche de 8 podiums dont 2 victoires en coupe du monde, le globe du géant remporté en 2002 et une médaille de bronze mondiale acquise en 2001

## Palmarès

### Jeux olympiques
Frederic Covili participe à ses seuls jeux olympiques en 2002. Parmi les favoris du géant dont il domine le début de saison. Mais tiraillé par des soucis personnels il terminera à la 15e place d'une course dominée par Stefan Eberharter.
| Épreuve / Édition      | Descente | Super G | Géant | Slalom | Combiné |
| JO 2002 Salt Lake City | —        | —       | 15e   | —      | —       |

Légende :
- — : Frédéric Covili n'a pas participé à cette épreuve

### Championnats du monde
Frederic Covili a participé à deux championnats du monde uniquement engagé en géant lors de ces deux échéances. En 2001 à Sankt Anton, le Français crée la surprise obtenant la médaille de bronze derrière Michael von Grünigen et Kjetil Andre Aamodt. Durant ce géant il se permet de devancer de 1 centième de seconde Hermann Maier
Parmi les principaux favoris 2 ans plus tard à Saint-Moritz, Covili déçoit en prenant une modeste 11e place loin des meilleurs.
| Épreuve / Édition          | Descente | Super G | Géant                     | Slalom | Combiné |
| Mondiaux 2001 Sankt-Anton  | —        | —       | Médaille de bronze, monde | —      | —       |
| Mondiaux 2003 Saint-Moritz | —        | —       | 11e                       | —      | —       |

Légende :
- : troisième place, médaille de bronze
- — : Frédéric Covili n'a pas participé à cette épreuve

### Coupe du monde
- Meilleur classement au général : 12e en 2002.
- 1 petit globe de cristal :
  - Vainqueur du classement du slalom géant en 2002.
- 8 podiums dont 2 victoires.

#### Différents classements en coupe du monde
| Saison / Épreuve | Saison / Épreuve | Général | Général | Descente | Descente | Super G | Super G | Géant  | Géant  | Slalom | Slalom | Combiné | Combiné |
| ---------------- | ---------------- | ------- | ------- | -------- | -------- | ------- | ------- | ------ | ------ | ------ | ------ | ------- | ------- |
| Saison / Épreuve | Saison / Épreuve | Class.  | Points  | Class.   | Points   | Class.  | Points  | Class. | Points | Class. | Points | Class.  | Points  |
| 1996             | 1996             | 106e    | 29      | -        | -        | -       | -       | -      | -      | 38e    | 29     | -       | -       |
| 1997             | 1997             | 123e    | 9       | -        | -        | -       | -       | 46e    | 98     | -      | -      | -       | -       |
| 1998             | 1998             | 138e    | 3       | -        | -        | -       | -       | 54e    | 3      | -      | -      | -       | -       |
| 1999             | 1999             | -       | -       | -        | -        | -       | -       | -      | -      | -      | -      | -       | -       |
| 2000             | 2000             | 100e    | 30      | -        | -        | -       | -       | 35e    | 30     | -      | -      | -       | -       |
| 2001             | 2001             | 41e     | 188     | -        | -        | -       | -       | 11e    | 179    | -      | -      | 48e     | 9       |
| 2002             | 2002             | 12e     | 471     | -        | -        | -       | -       | 1er    | 471    | -      | -      | -       | -       |
| 2003             | 2003             | 30e     | 296     | -        | -        | -       | -       | 4e     | 296    | -      | -      | -       | -       |
| 2004             | 2004             | 43e     | 190     | -        | -        | -       | -       | 7e     | 190    | -      | -      | -       | -       |
| 2005             | 2005             | 74e     | 67      | -        | -        | -       | -       | 23e    | 67     | -      | -      | -       | -       |
| 2006             | 2006             | 125e    | 13      | -        | -        | -       | -       | 42e    | 13     | -      | -      | -       | -       |
| 2007             | 2007             | 130e    | 11      | -        | -        | -       | -       | 40e    | 11     | -      | -      | -       | -       |
| 2008             | 2008             | 93e     | 44      | -        | -        | -       | -       | 33e    | 44     | -      | -      | -       | -       |

#### Détail des victoires
| Saison / Épreuve | Descente | Super G | Géant             | Slalom | Combiné | Total |
| 2001-02          |          |         | Sölden Alta Badia |        |         | 2     |
| Total            | 0        | 0       | 2                 | 0      | 0       | 2     |

### Championnats du monde junior
| Épreuve / Édition         | Descente | Super G            | Géant | Slalom        | Combiné       |
| Mondiaux 1993 Colere      | -        | -                  | 42e   | 26e           | -             |
| Mondiaux 1994 Lake Placid | 15e      | Médaille de bronze | 20e   | Médaille d'or | Médaille d'or |

### Championnats de France
- Double Champion de France de Slalom Géant en 2002 et 2003
- 3ème aux championnats de France de Slalom Géant en 1998 et 2001